# Kirchheim in Schwaben
Kirchheim in Schwaben (amtlich: Kirchheim i.Schw.) ist ein Markt im schwäbischen Landkreis Unterallgäu und der Sitz der Verwaltungsgemeinschaft Kirchheim in Schwaben in Mittelschwaben. Der Ort wurde stark von den Fuggern geprägt. Früher wurde der Ort teilweise als Kirchheim an der Mindel, Kirchheim an der Flossach, Kirchheim bei Augsburg oder neuerdings fälschlich als Kirchheim im Allgäu bezeichnet. Nordöstlich der Ortschaft liegt der Naturpark Augsburg-Westliche Wälder.

## Geografie

### Lage
Der Ort Kirchheim liegt etwa 38 km südwestlich von Augsburg, 80 km westlich von München, 30 km nordöstlich von Memmingen und 43 km südöstlich von Ulm in der Region Donau-Iller in Mittelschwaben auf einem Höhenrücken über dem Mindeltal und der Flossach. Im Tal befinden sich zahlreiche Seen. Im Osten wird der Ort vom gemeindlichen Wald, dem Hagenbühl, begrenzt. Der Ort liegt an der geographischen Mitte Bayerisch-Schwabens.

### Gemeindegliederung
Es gibt 5 Gemarkungen und 6 Gemeindeteile:
- der Hauptort Kirchheim i. Schw.
- das Kirchdorf Derndorf
- das Pfarrdorf Hasberg
- das Kirchdorf Spöck mit der Einöde Diepenhofen
- das Kirchdorf Tiefenried

## Geschichte

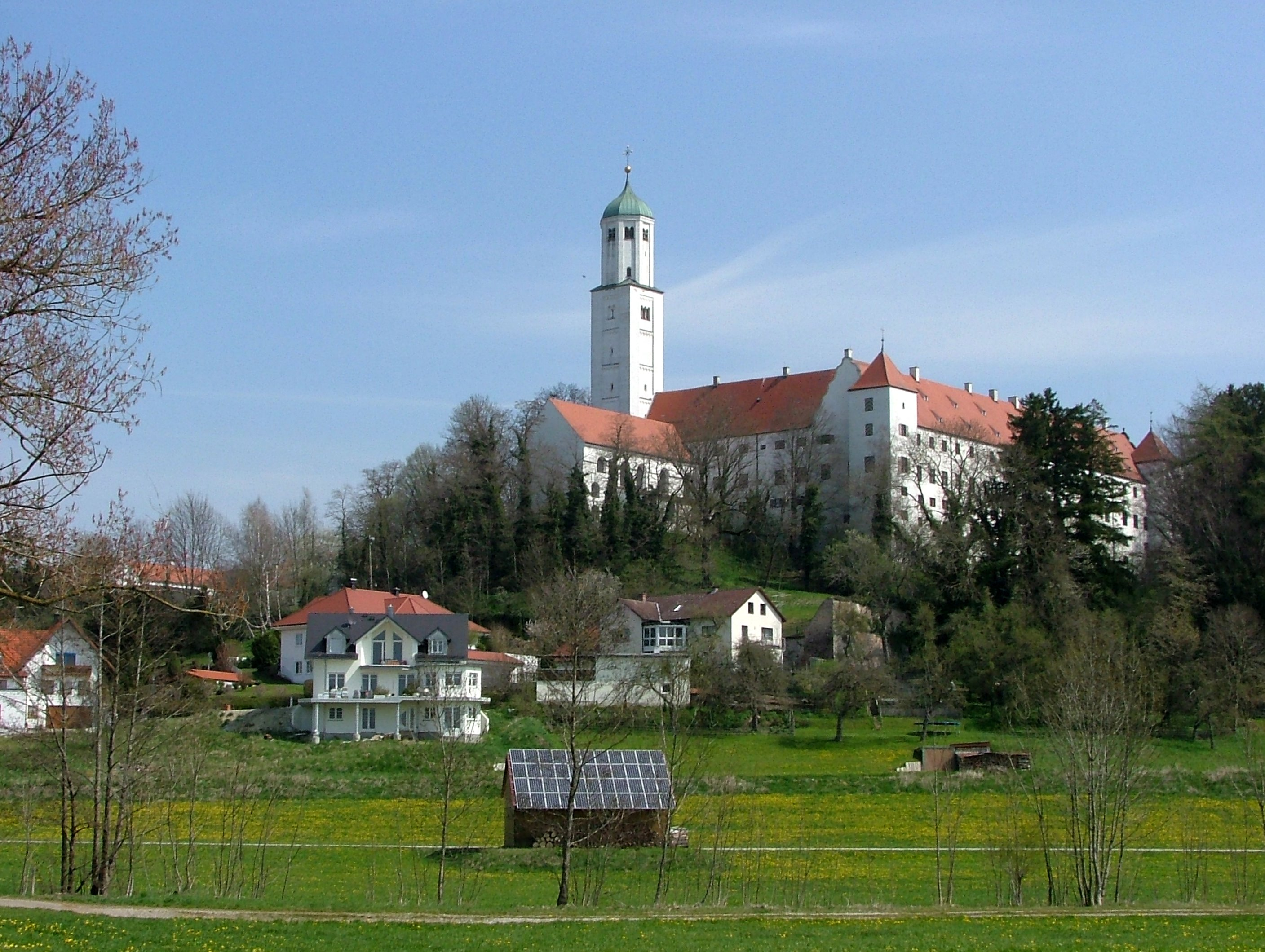
Fuggerschloß Kirchheim in Schwaben

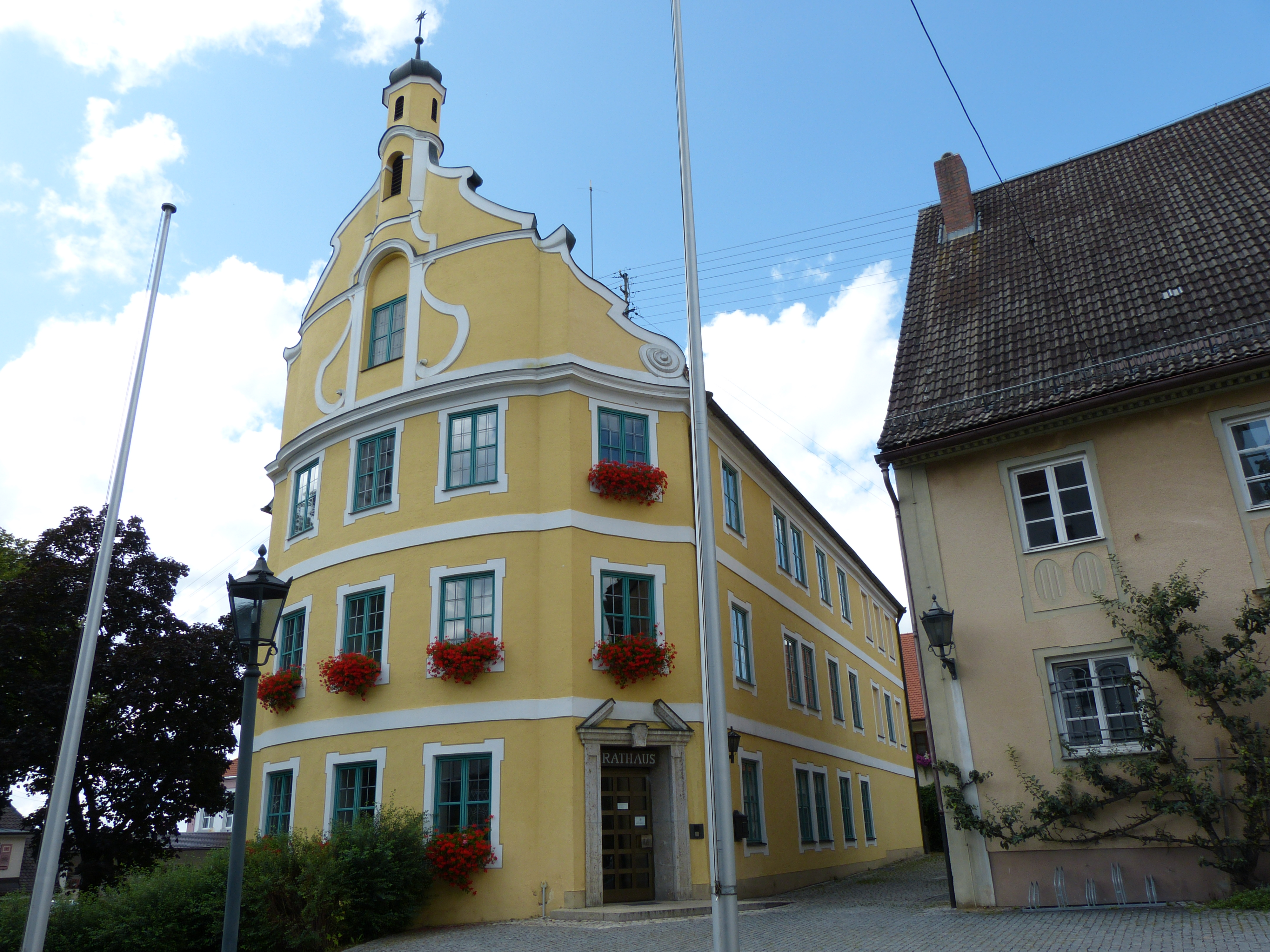
Historisches Rathaus Kirchheim in Schwaben

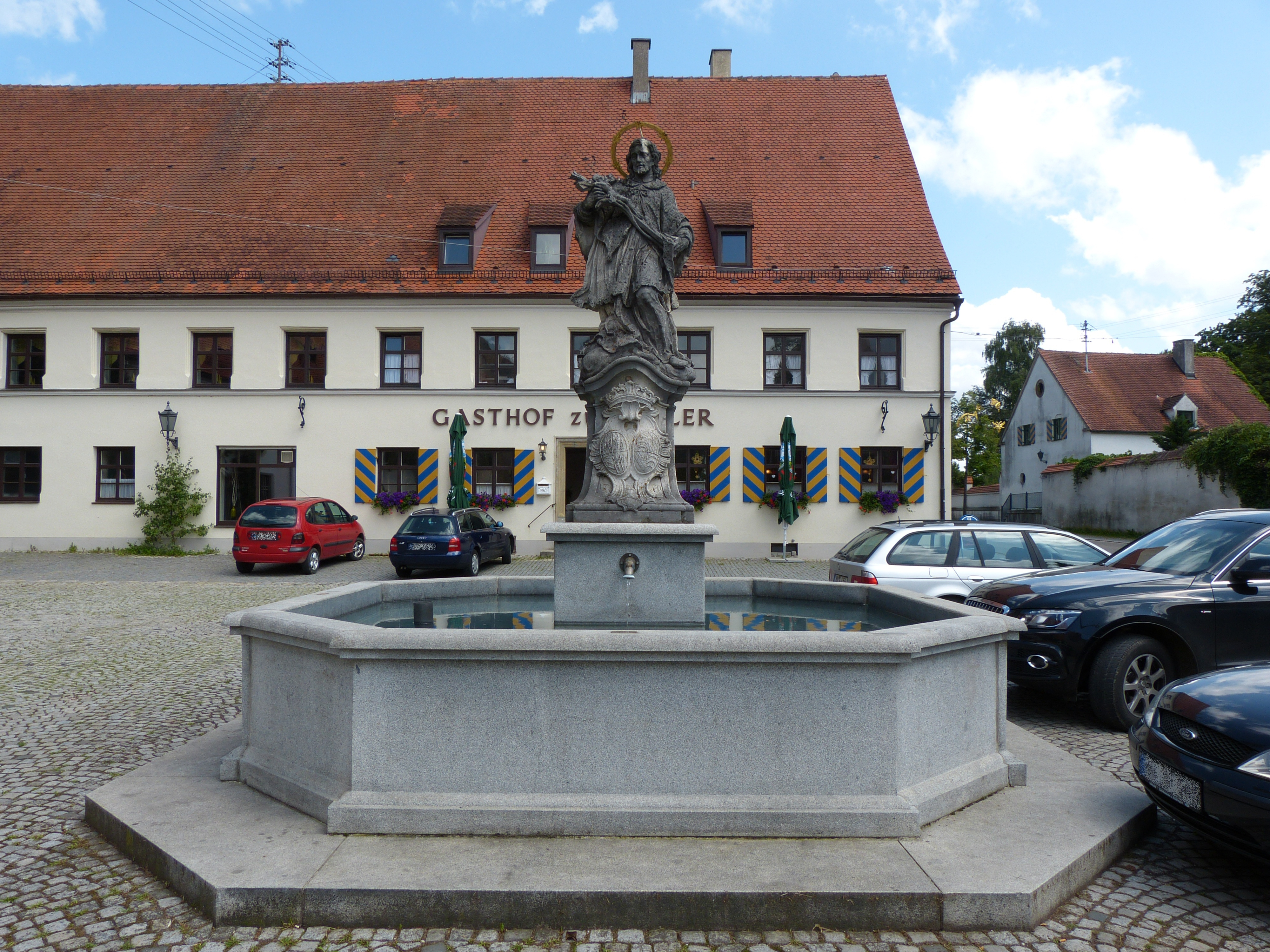
Marktplatz mit Denkmal Johannes von Nepomuk

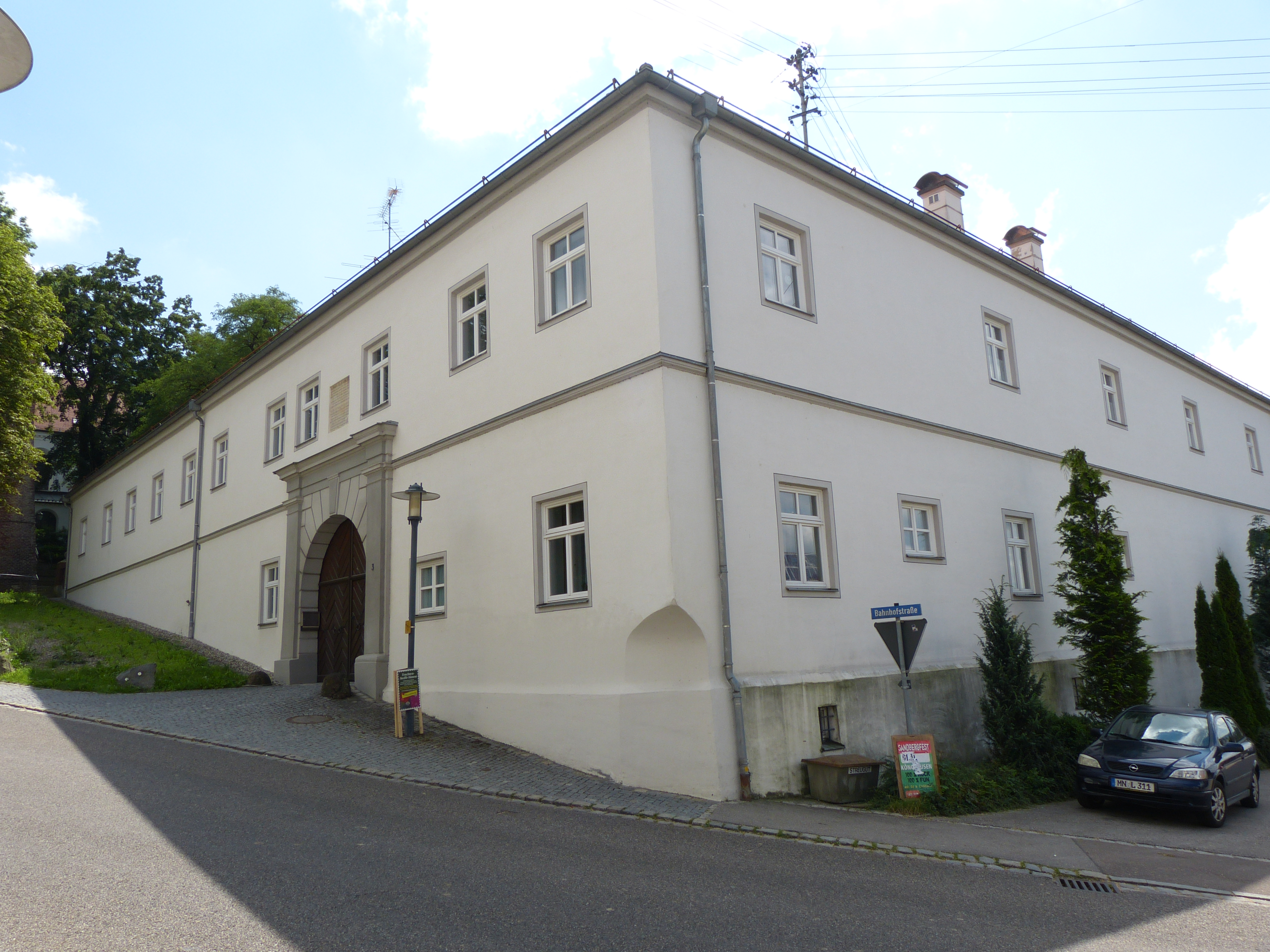
Ehemaliges Dominikanerkloster unterhalb von Kirche und Schloss

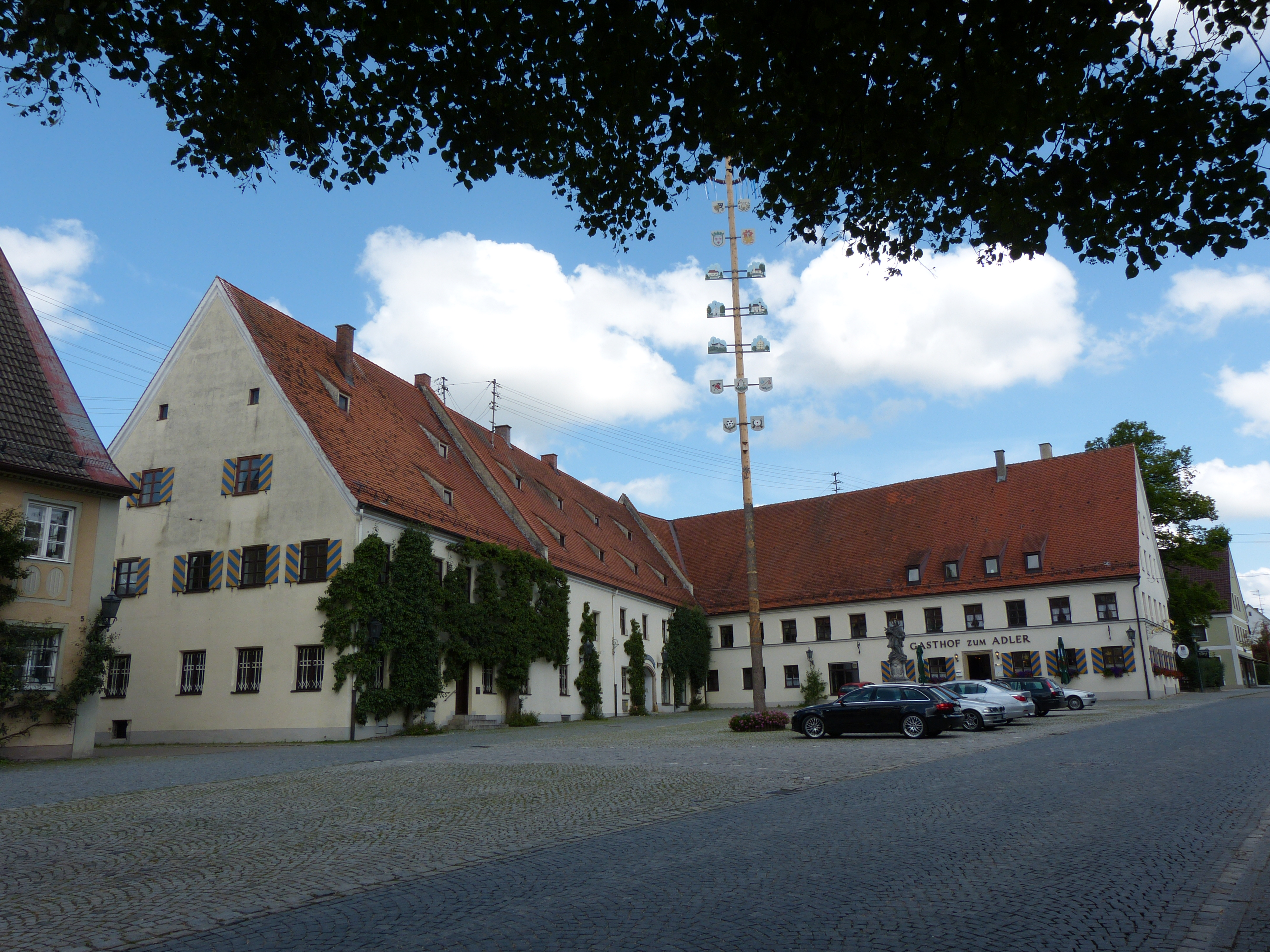
Marktplatz mit Gasthof Adler

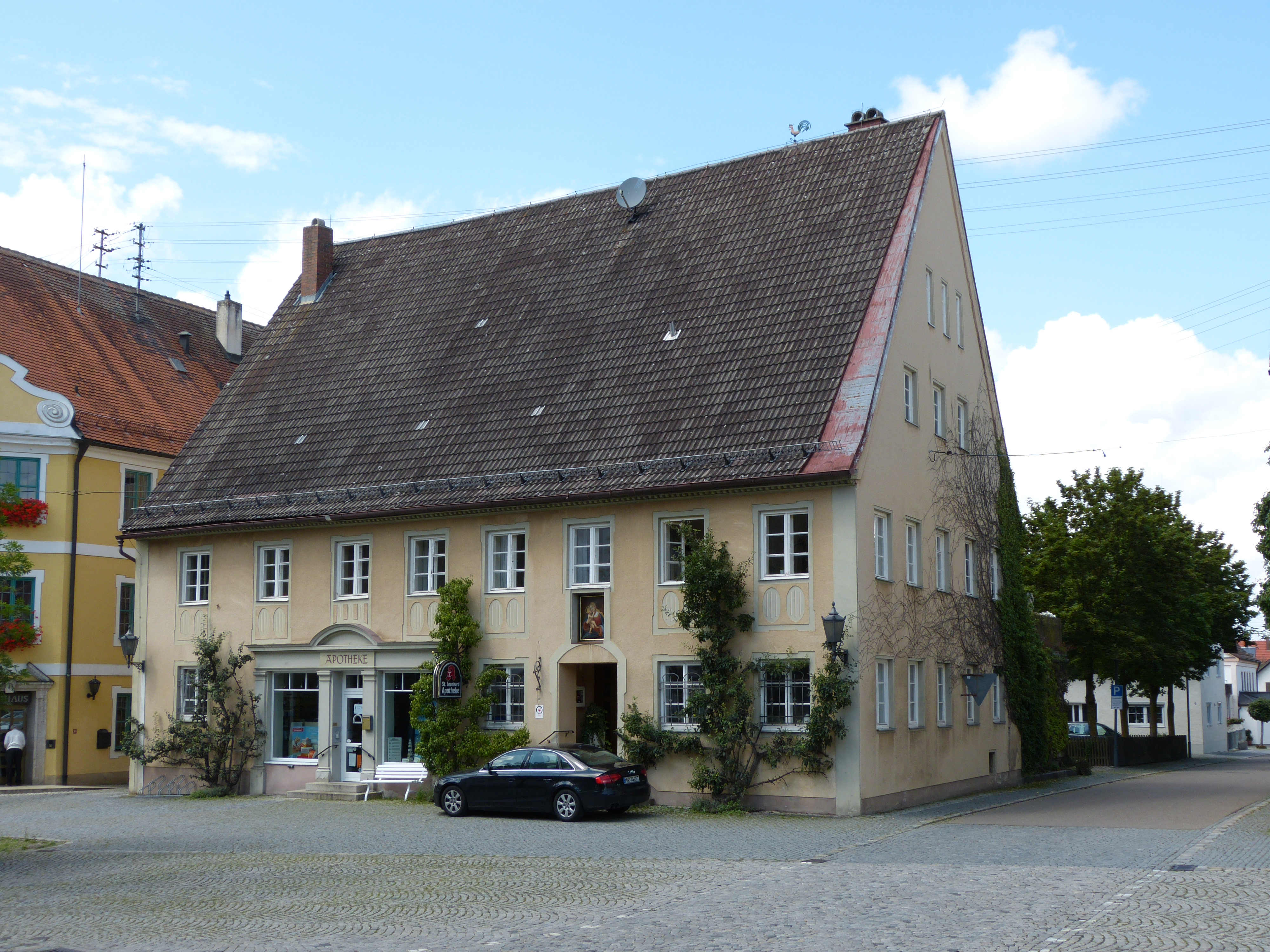
Apotheke am Marktplatz

### Frühzeit
Die Geschichte von Kirchheim beginnt bereits um 8000 v. Chr., als die Gegend in der mittleren Steinzeit (Mesolithikum) von nicht sesshaften Jägern und Sammlern bevölkert war. In der Bronzezeit um 1800 vor Christus wurde die erste größere Siedlung mit rund 15 Höfen gegründet. Auch während der Zeit des Römischen Reiches ist die Besiedlung durch Funde belegt. Vermutlich verliefen zwei Römerstraßen durch das Gebiet von Kirchheim: Eine Verbindung von der Via Julia nach Türkheim und eine Römerstraße von Kellmünz nach Augsburg. Kirchheim lag in der römischen Provinz Raetia (später Raetia secunda/Vindelica). Nach der Reichsreform des Kaisers Diokletian gehörte Kirchheim zur Präfektur Italien und innerhalb deren zur Diözese Italia annonaria mit der Hauptstadt Mailand. Um 500 nach Christus besiedelten die Alamannen von Norden her den Ort und begründeten den Namen Kirchheim (das Heim bei der Kirche). Die Begründung der alamannischen Siedlung mit der Namensgebung wird zwischen 550 und 650 nach Christus angenommen. Die Entstehung Derndorfs wird um 650 nach Christus vermutet. Im Herzogtum Alamannien/Schwaben lag Kirchheim im Duriagau.

### Mittelalter
Erstmals urkundlich nachgewiesen ist die Nennung des Ortes 1067 als „Kirichain“. Im frühen Mittelalter war Kirchheim Königsgut und wurde zwischen dem 8. und 10. Jahrhundert vom König an die Bischöfe von Augsburg verschenkt, die die Grundherrschaft bis zur Säkularisation 1802 innehatten. Diese gaben die Herrschaft Kirchheim als Lehen an die Ritter von Mindelberg. Danach folgten die Patrizier Onsorg und 1329 die Ritter von Freyberg, welche eine große Burganlage errichteten. 1343 verlieh Kaiser Ludwig der Bayer Friedrich von Freyberg für Kirchheim die hohe Gerichtsbarkeit, wodurch Kirchheim zur unmittelbaren Reichsherrschaft wurde. Im Juli 1372 brannten Augsburger Söldner Kirchheim und Derndorf nieder wegen eines Streits mit Ritter Konrad von Freiberg um Zollrechte an der Lechbrücke zwischen Augsburg und Friedberg. Auch im Städtekrieg 1387–1389 erlitt Kirchheim schweren Schaden. 1433 erbten die Ritter von Schellenberg Kirchheim und erweiterten die Herrschaft durch den Kauf von Haselbach und Spöck. Unter den Freyberg entstand eine große Burganlage mit integrierter Kirche.
Wiederum durch Erbschaft ging der Ort 1484 in den Besitz der Ritter von Hürnheim die 1490 durch den Kauf von Könghausen, Ellenried und Lutzenberg die Herrschaft vergrößerten. Die Verleihung der Marktrechte durch Kaiser Friedrich III. am 5. Mai 1490 beflügelte das wirtschaftliche Wachstum. Zwischen 1480 und 1510 erfolgten die Neubauten der Kirchen in Kirchheim, Derndorf und Mörgen. Hans Walther von Hürnheim kauft 1540 Eppishausen mit Aspach und Weiler. Nach der Befreiung von allen fremden Gerichten durch Kaiser Karl V. wird für Kirchheim eine eigene Gerichtsordnung erlassen. Im Deutschen Bauernkrieg wurde Kirchheim zur Zahlung einer großen Summe erpresst, um der Plünderung und Brandschatzung zu entgehen, während Ritter von Hürnheim anderen Ortes gegen die Aufstände ankämpfte. Der Ort und die Burg wurden am 7. Mai 1525 dennoch geplündert, aber nicht zerstört.
Hans Walther von Hürnheim erhält 1544 wegen seiner großen Verdienste für Kaiser und Reich, u. a. als königlicher und kaiserlicher Rat, Obrister der Landsknechte, kaiserlicher Kämmerer und Truchsess, für Kirchheim von Kaiser Karl V. persönlich Wappen und Siegel verliehen.

### Neuzeit
1551 verkauft der kinderlos gebliebene Hans Walther von Hürnheim die Herrschaft Kirchheim für 137.000 Gulden an den Reichsgrafen Anton Fugger. Der Bischof von Augsburg, Kardinal Otto von Waldburg, als Lehensherr erhielt ca. 21.000 Gulden Bestechungsgeld für die Genehmigung der Neuverleihung des Lehens. 1563 wird mit der Errichtung eines Wasserkraftpumpwerks an der Flossach die Wasserversorgung gesichert. Nach dem Tod von Anton Fugger im Jahr 1560 wurde Kirchheim vorübergehend von dessen drei Söhnen gemeinsam verwaltet. Um möglichen Streit zu begrenzen, ging die Herrschaft mittels „Losziehung“ 1575 an Hans Fugger (1531–1598) über. Dieser lässt von 1578 bis 1585 von den Augsburger Baumeistern Jakob Eschay und Wendel Dietrich ein prächtiges Renaissance-Schloss nach dem Vorbild des Escorial bei Madrid anstelle der Burganlage und unter Einbeziehung von Teilen der Burg errichten, das noch heute das Landschaftsbild weithin sichtbar bestimmt. Hans Fuggers Sohn Markus (Marx) Fugger (1564–1614) gründet 1601 das Dominikanerkloster, das sich auch um die Pflege kirchlicher Musik verdient machte, und bis zur Säkularisation 1808 bestand. 1626 wird ein eigenes Zunftwesen gegründet. Beim Versuch das sumpfige Mindeltal zu entwässern wurde 1581 der größte Pflug der Welt, der von 102 Pferden gezogen wurde, eingesetzt. Eine der riesigen Pflugscharen ist noch im Schlossgarten erhalten geblieben.
Im Dreißigjährigen Krieg wurde Schwaben 1632 von den Schweden besetzt. Anfangs konnte Kirchheim Verwüstungen durch Schutzzahlungen der Fugger noch entgehen. Am 3. Januar 1633 wurde Kirchheim vom schwedischen Reichskanzler Axel Oxenstierna als Kriegsbeute an den in schwedischen Diensten stehenden General Graf Georg Friedrich von Hohenlohe-Langenburg verschenkt. Der Ort wurde ausgeplündert und die Bevölkerung gefoltert und gemordet. Ganz Eppishausen wurde niedergebrannt. Als nichts mehr zu holen war, zogen die Schweden 1635 ab. 1646 zogen erneut die Schweden und bayerische, kaiserliche und französische Truppen durch die Region und führten den Krieg fort. Alle pressten der Bevölkerung Schutzgelder und Kriegskosten ab.
Nachdem ein Teil der Bauern dem Grafen Joseph Hugo Fugger den Huldigungseid verweigerte und dieser erzwungen werden sollte, kam es 1785 zum „Bauernverschießen“: Bei tätlichen Auseinandersetzungen mit Militärs wurden drei Bauern erschossen und sechs tödlich verwundet.

### 19. Jahrhundert
Durch Art. 24 der Rheinbundakte verlor Kirchheim die Reichsunmittelbarkeit und fiel 1806 an das Königreich Bayern. Es wurde dem in den Lechkreis, später Kreis Bayerisch Schwaben und Neuburg, eingegliedert und gehörte zum Landgericht Türkheim, ab 1862 zum Landgericht Mindelheim. Die Herrschaft Kirchheim bestand noch bis 1860 als Thronlehen, es bestand 1814 bis 1837 auch ein Fugger’sches Herrschaftsgericht in Kirchheim.
Ein einschneidendes Ereignis für das Ortsbild war der Großbrand vom 20. Juni 1861. In wenigen Stunden brannte mit 62 Anwesen ein Drittel des Ortes nieder und machte 255 Menschen obdachlos. Diese Katastrophe war Anlass dazu, die damals übliche Form der Dacheindeckung mit Hohlziegeln und unterfüttertem Stroh („Strohdocken“ oder „Strohfieder“), die neben den ungünstigen Windverhältnissen und der Holzbauweise für die weite Ausbreitung des Brandes verantwortlich war, im ganzen Königreich zu verbieten. Nur drei Tage später wurde Kirchheim kurz darauf durch einen Hagelsturm, der den Großteil der Ernte vernichtete, zusätzlich schwer getroffen. Wegen der schweren Not wurde von König Maximilian II. Joseph eine Hauskollekte genehmigt und es fanden Wohltätigkeitskonzerte bis nach Nürnberg statt. In den folgenden Jahren wurde das Ortsbild neu geordnet und es entstanden alle Anwesen der Bahnhofstrasse, Schmiedberg und Haselbacherstrasse neu.
Nach dem Aussterben der Linie Fugger Kirchheim folgte die Linie der Fugger von Glött 1878 mit Graf Ernst Fugger von Glött, die Kirchheim zu ihrem Stammsitz machten.

### 20. und 21. Jahrhundert
1901 wurde elektrisches Licht eingeführt, an Pfingsten 1909 wurde die Bahnlinie Kirchheim-Pfaffenhausen-Mindelheim eröffnet. Im Ersten Weltkrieg waren Soldaten aus Kirchheim ganz überwiegend an der Westfront eingesetzt. Am Ende standen 77 Gefallene und Vermisste. Vor der Machtergreifung durch die Nationalsozialisten hatte die NSDAP keine Mehrheit in den Wahlen im Ort.
Zum Ende des Zweiten Weltkriegs kam es in der Region zu verschiedenen Luftkämpfen und zahlreichen Truppenbewegungen. Durch besonnenes Vorgehen der Verantwortlichen kam es nur zu kleineren Zerstörungen und Kampfhandlungen. Ein der Wehrkraftzersetzung beschuldigter Gefangener der SS wurde von der Bevölkerung befreit. Amerikanische Panzerverbände der 7. US-Armee rückten am 27. April 1945 in den Ort ein. Die in den Wäldern hinter Kirchheim und Eppishausen verbliebenen Einheiten der Wehrmacht wurden gefangen gesetzt und durch Kirchheim ins Lager nach Thannhausen geführt. Der Ort hatte durch den Krieg 96 Gefallene und Vermisste zu beklagen.
Im ersten deutschen Bundestag 1949 stellte Kirchheim gleich zwei Abgeordnete. Einer davon, Joseph Ernst Fürst Fugger von Glött, war als einer der Unterstützer des Attentats auf Hitler vom 20. Juli 1944 später bei der Formulierung des Grundgesetzes als Mitgründer und Abgeordneter der CSU im Bundestag und im Bayerischen Landtag aktiv. Er begründete die jahrzehntelange Tradition der Treffen der Landesgruppe der CSU-Abgeordneten im Deutschen Bundestag in Schloss Kirchheim (seit 1951) als Vorläufer der späteren Klausurtagungen in Wildbad Kreuth und Kloster Banz. Die hier gefassten und als „Kirchheimer Beschlüsse“ bekannten Entscheidungen waren bestimmend für die bayerische und bundesdeutsche Politik. Seit dieser Zeit war Franz Josef Strauß auch privat des Öfteren noch lange Gast im Ort.
Unter Joseph Ernst Fürst Fugger von Glött wurde der Zedernsaal für kulturelle Veranstaltungen der Öffentlichkeit zugänglich gemacht. Fürstin Angela Fugger von Glött führt dies mit der Veranstaltung von Konzerten und Ausstellung von überregionaler Bedeutung fort.
Am 13. September 1995 ereignete sich ein Unglücksfall, bei dem zwischen Kirchheim und Haselbach ein Phantom-Jagdflugzeug des Jagdgeschwaders 74 aus Neuburg/Donau abstürzte und sich in ein Feld rammte. Beide Insassen kamen dabei ums Leben.
Die Bahnstrecke Pfaffenhausen–Kirchheim wurde durch eine verkehrsgünstige Staatsstraße ersetzt, die den Ort von Durchgangsverkehr frei hält. Durch die Ansiedlung mehrerer Betriebe, die Einbindung in den starken, regionalen mittelständischen Wirtschaftsraum, das reiche kulturelle Erbe und die vielfältige Natur ist der Ort zu einem attraktiven Wohnort in der Mitte Schwabens geworden.

### Eingemeindungen
Durch die Gebietsreform in Bayern kam Kirchheim 1972 vom Landkreis Mindelheim zum neu gebildeten Landkreis Unterallgäu. Am 1. Mai 1978 wurden die Gemeinden Derndorf, Hasberg, Spöck und Tiefenried eingegliedert. In der Folge entstand zeitgleich die Verwaltungsgemeinschaft Kirchheim in Schwaben zusammen mit Eppishausen.

### Einwohnerentwicklung
| Einwohnerzahlen des Marktes Kirchheim 1840–2017 | Einwohnerzahlen des Marktes Kirchheim 1840–2017 | Einwohnerzahlen des Marktes Kirchheim 1840–2017 | Einwohnerzahlen des Marktes Kirchheim 1840–2017 | Einwohnerzahlen des Marktes Kirchheim 1840–2017 | Einwohnerzahlen des Marktes Kirchheim 1840–2017 | Einwohnerzahlen des Marktes Kirchheim 1840–2017 | Einwohnerzahlen des Marktes Kirchheim 1840–2017 | Einwohnerzahlen des Marktes Kirchheim 1840–2017 | Einwohnerzahlen des Marktes Kirchheim 1840–2017 | Einwohnerzahlen des Marktes Kirchheim 1840–2017 | Einwohnerzahlen des Marktes Kirchheim 1840–2017 | Einwohnerzahlen des Marktes Kirchheim 1840–2017 | Einwohnerzahlen des Marktes Kirchheim 1840–2017 | Einwohnerzahlen des Marktes Kirchheim 1840–2017 | Einwohnerzahlen des Marktes Kirchheim 1840–2017 | Einwohnerzahlen des Marktes Kirchheim 1840–2017 | Einwohnerzahlen des Marktes Kirchheim 1840–2017 | Einwohnerzahlen des Marktes Kirchheim 1840–2017 | Einwohnerzahlen des Marktes Kirchheim 1840–2017 | Einwohnerzahlen des Marktes Kirchheim 1840–2017 | Einwohnerzahlen des Marktes Kirchheim 1840–2017 | Einwohnerzahlen des Marktes Kirchheim 1840–2017 | Einwohnerzahlen des Marktes Kirchheim 1840–2017 | Einwohnerzahlen des Marktes Kirchheim 1840–2017 | Einwohnerzahlen des Marktes Kirchheim 1840–2017 | Einwohnerzahlen des Marktes Kirchheim 1840–2017 | Einwohnerzahlen des Marktes Kirchheim 1840–2017 | Einwohnerzahlen des Marktes Kirchheim 1840–2017 | Einwohnerzahlen des Marktes Kirchheim 1840–2017 |
| ----------------------------------------------- | ----------------------------------------------- | ----------------------------------------------- | ----------------------------------------------- | ----------------------------------------------- | ----------------------------------------------- | ----------------------------------------------- | ----------------------------------------------- | ----------------------------------------------- | ----------------------------------------------- | ----------------------------------------------- | ----------------------------------------------- | ----------------------------------------------- | ----------------------------------------------- | ----------------------------------------------- | ----------------------------------------------- | ----------------------------------------------- | ----------------------------------------------- | ----------------------------------------------- | ----------------------------------------------- | ----------------------------------------------- | ----------------------------------------------- | ----------------------------------------------- | ----------------------------------------------- | ----------------------------------------------- | ----------------------------------------------- | ----------------------------------------------- | ----------------------------------------------- | ----------------------------------------------- | ----------------------------------------------- |
| Jahr                                            | 1840                                            | 1871                                            | 1900                                            | 1925                                            | 1939                                            | 1950                                            | 1961                                            | 1970                                            | 1987                                            | 1991                                            | 1995                                            | 2002                                            | 2003                                            | 2004                                            | 2005                                            | 2006                                            | 2007                                            | 2008                                            | 2009                                            | 2010                                            | 2011                                            | 2012                                            | 2013                                            | 2014                                            | 2015                                            | 2016                                            | 2017                                            | 2018                                            |                                                 |
| Einwohner                                       | 1834                                            | 1802                                            | 1939                                            | 2256                                            | 2149                                            | 3274                                            | 2425                                            | 2376                                            | 2403                                            | 2557                                            | 2637                                            | 2571                                            | 2567                                            | 2544                                            | 2517                                            | 2505                                            | 2480                                            | 2483                                            | 2489                                            | 2444                                            | 2548                                            | 2545                                            | 2568                                            | 2611                                            | 2597                                            | 2586                                            | 2574                                            | 2647                                            |                                                 |

Zwischen 1988 und 2018 wuchs der Markt von 2393 auf 2647 um 254 Einwohner bzw. um 10,6 %.

## Politik

### Gemeinderat und Bürgermeister
Seit 1. Mai 2020 ist Susanne Fischer Erste Bürgermeisterin; Diese setzte sich am 15. März 2020 im ersten Wahlgang gegen zwei Mitbewerber mit 61,4 % der Stimmen durch. Ihr Vorgänger war von Mai 2002 bis April 2020 Hermann Lochbronner; er bewarb sich nicht für eine Wiederwahl.
Die Sitzverteilung im Gemeinderat gestaltet sich nach der Stimmenauswertung der Wahl vom 15. März 2020 wie folgt:
- Überparteiliche Wählervereinigung Kirchheim: 7 Sitze
- Freie Wählervereinigung Derndorf-Tiefenried-Spöck: 4 Sitze
- Freie Bürgerliche Wählervereinigung Hasberg: 3 Sitze.

Unter den Mandatsträgern sind zwei Frauen.
In der Amtszeit von 2014 bis 2020 lag nur der Wahlvorschlag der Unabhängigen Wählerliste vor, die alle 14 Marktgemeinderäte stellte.

### Wappen
| Wappen Gem. Kirchheim (Schw.) | Blasonierung: „In Rot und Gold geteiltem Schild ein geharnischter, barhäuptiger und bärtiger silberner Mann, die Rechte erhoben, die Linke am schwarzen Griff des Schwertes.“ |
| Wappen Gem. Kirchheim (Schw.) | Wappenbegründung: Das Wappenbild zeigt als Ritter den damaligen Ortsherren Hans Walther von Hürnheim, Feldhauptmann, Obrist der Landsknechte, kaiserlicher Rat und Truchsess. Obwohl durch Wappenbrief und Wappenbild von 1544 das historische Wappen des Marktes Kirchheim in besonders eindeutiger Weise beschrieben und überliefert ist, wurde der Ritter im vorigen Jahrhundert und noch bis etwa 1960 statt mit ausgestreckter Hand fälschlicherweise mit erhobenen Schwörfingern der rechten Hand dargestellt. Der originale Wappenbrief von 1544 befindet sich im Fuggerarchiv in Dillingen an der Donau. Das Wappen verlieh Kaiser Karl V. selbst am 28. Mai 1544 während des Reichstages zu Speyer. |

### Flagge
Die Flagge ist rot-gelb gestreift mit aufgelegtem Wappen.

### Partnerschaften
Mit der französischen Gemeinde Renazé im Département Mayenne besteht seit 1997 eine Gemeindepartnerschaft, gefördert durch den deutsch-französischen Freundeskreis e. V.
Im Rahmen der seit 1984 bestehenden Patenschaften mit der Bundeswehr wurde 2007 mit der 6. Kompanie des Logistikbataillons 471 aus Dornstadt eine Patenschaft abgeschlossen.

## Kultur und Sehenswürdigkeiten

### Sehenswürdigkeiten

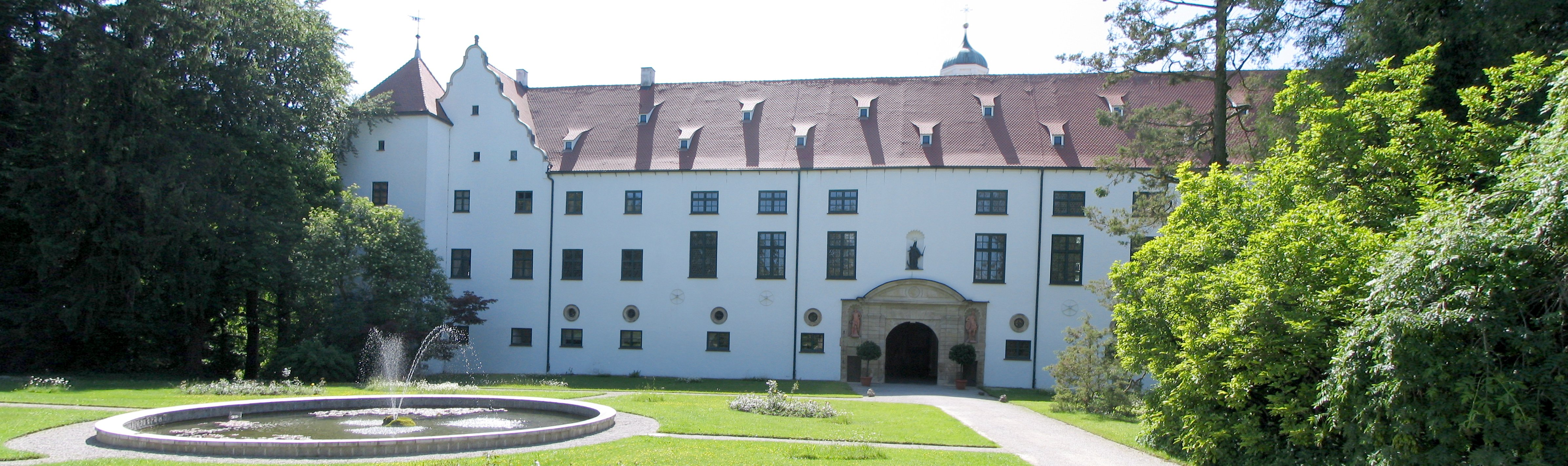
Fuggerschloß vom Garten aus

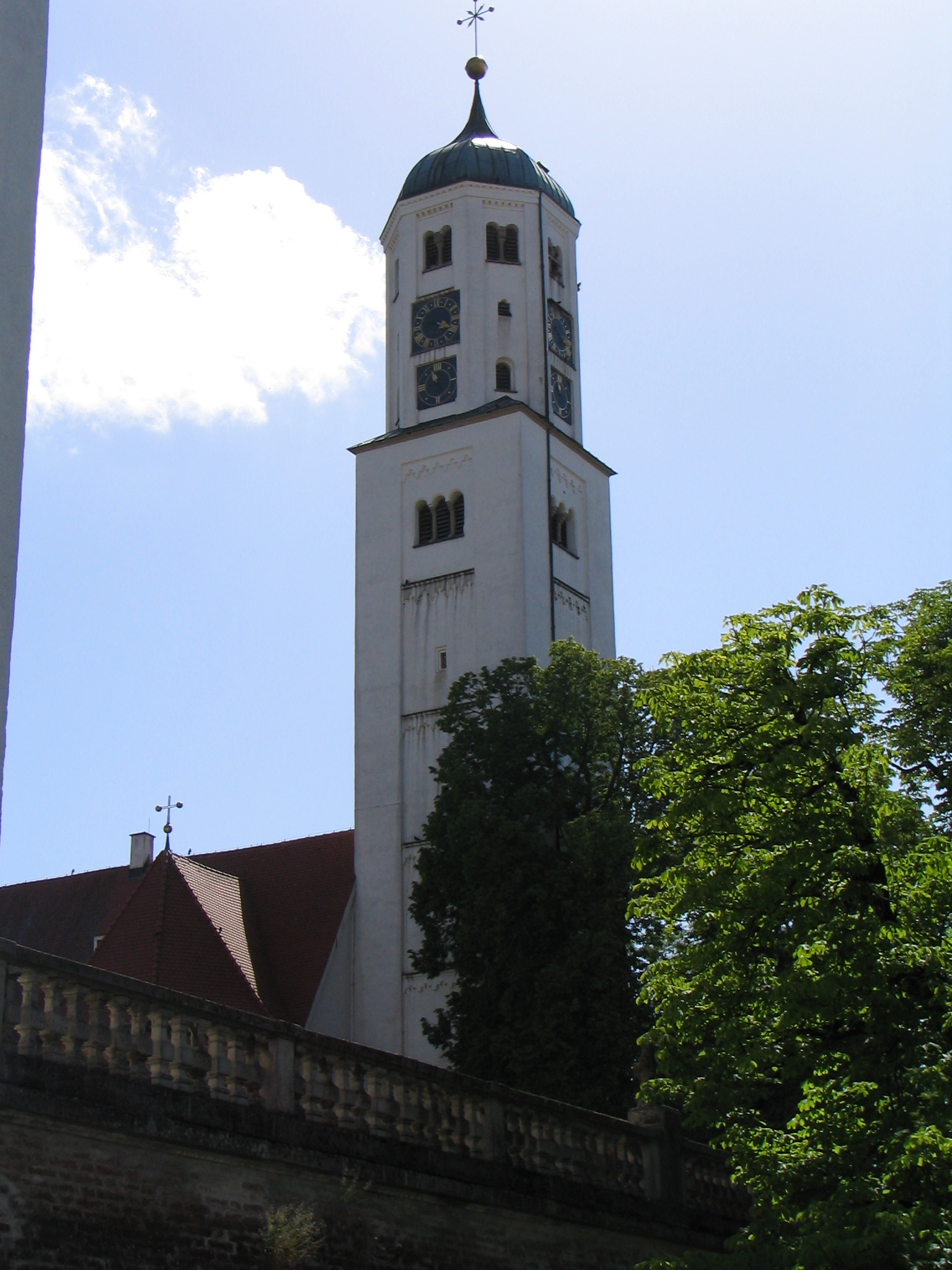
Turm von St. Peter und Paul

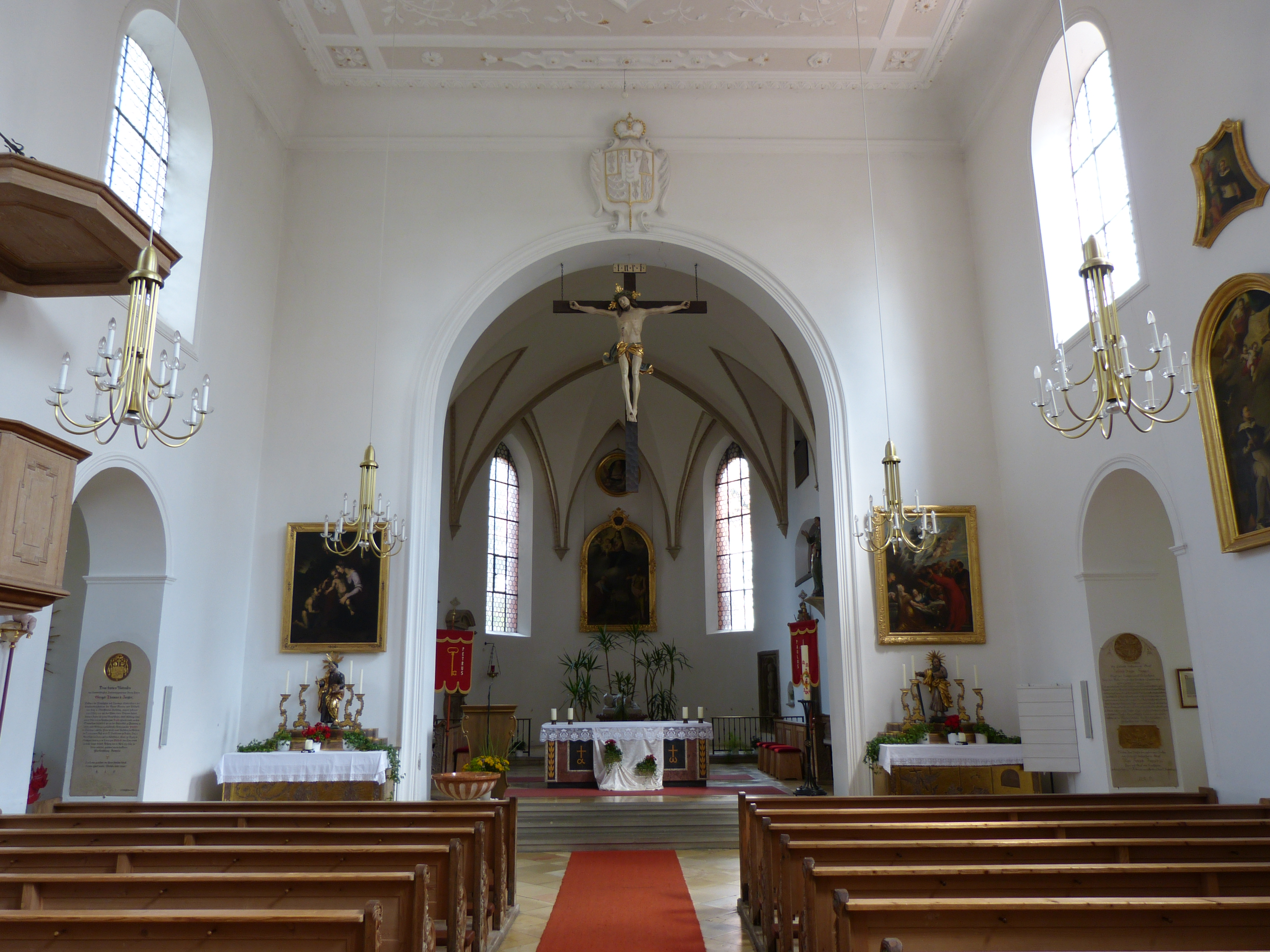
Schloss- und Pfarrkirche St. Peter und Paul

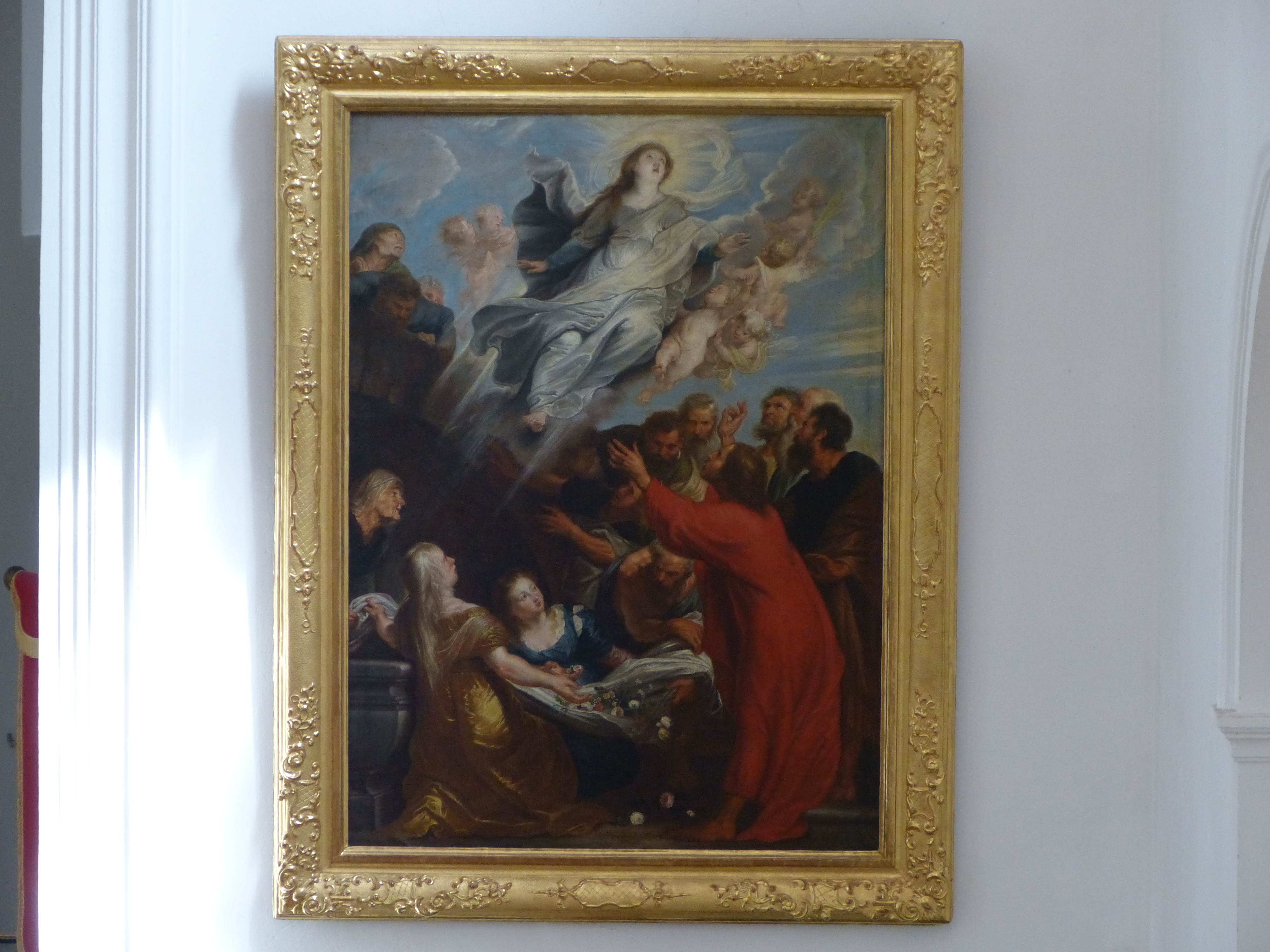
Mariä Himmelfahrt von Rubens in der Pfarrkirche Kirchheim in Schwaben

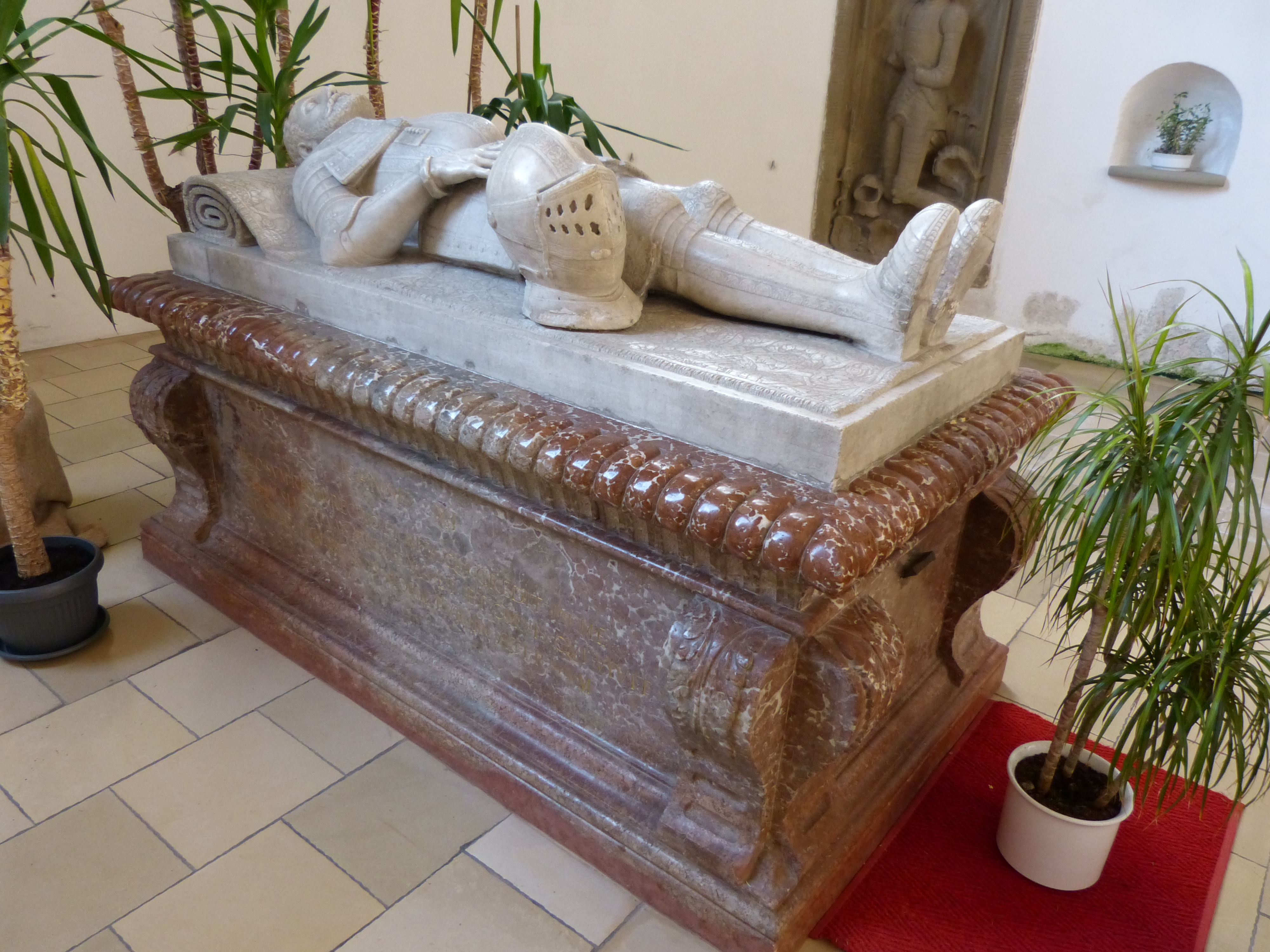
Hochgrab des Hans Fuggers

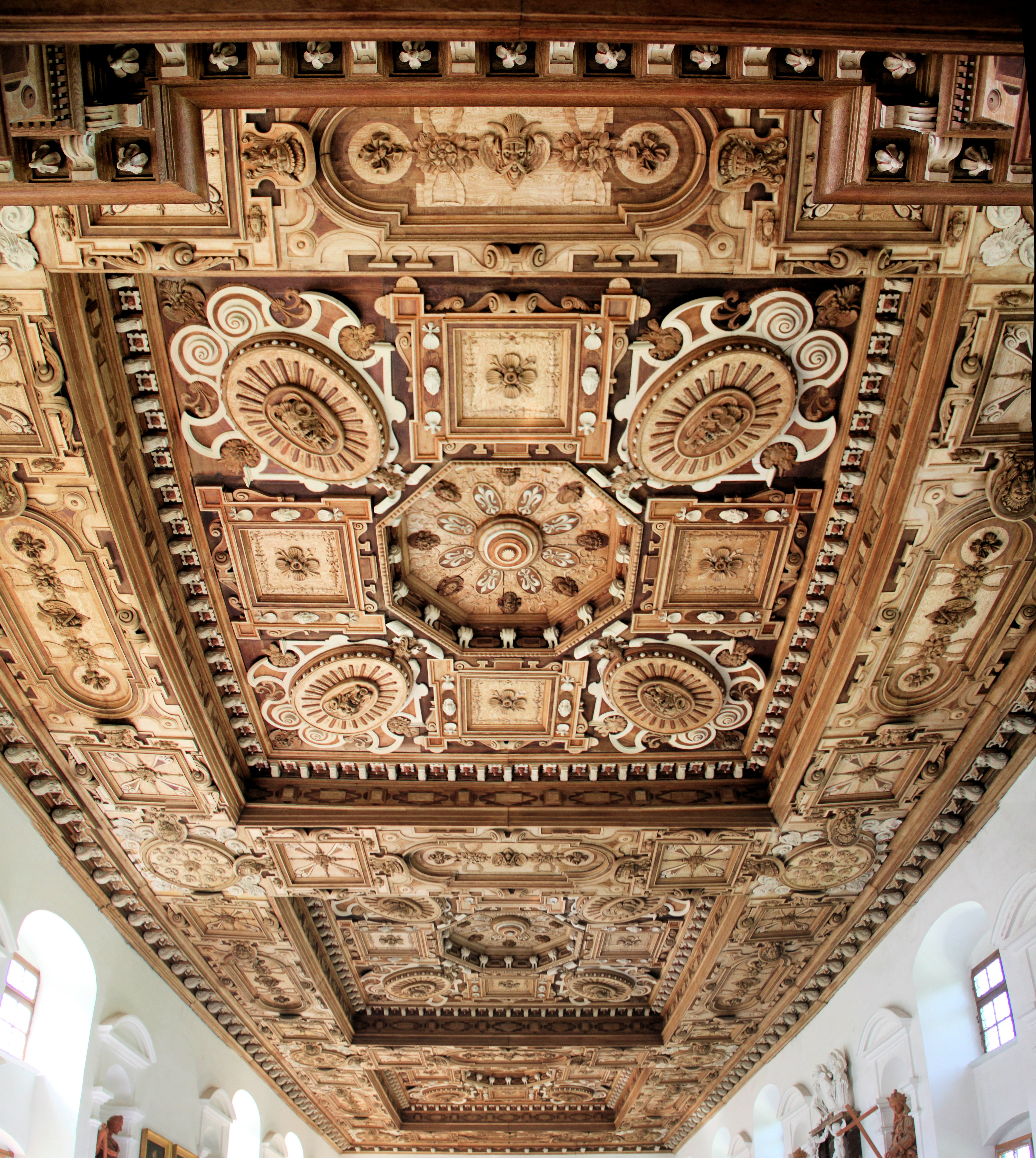
Kassettendecke im Zedernsaal

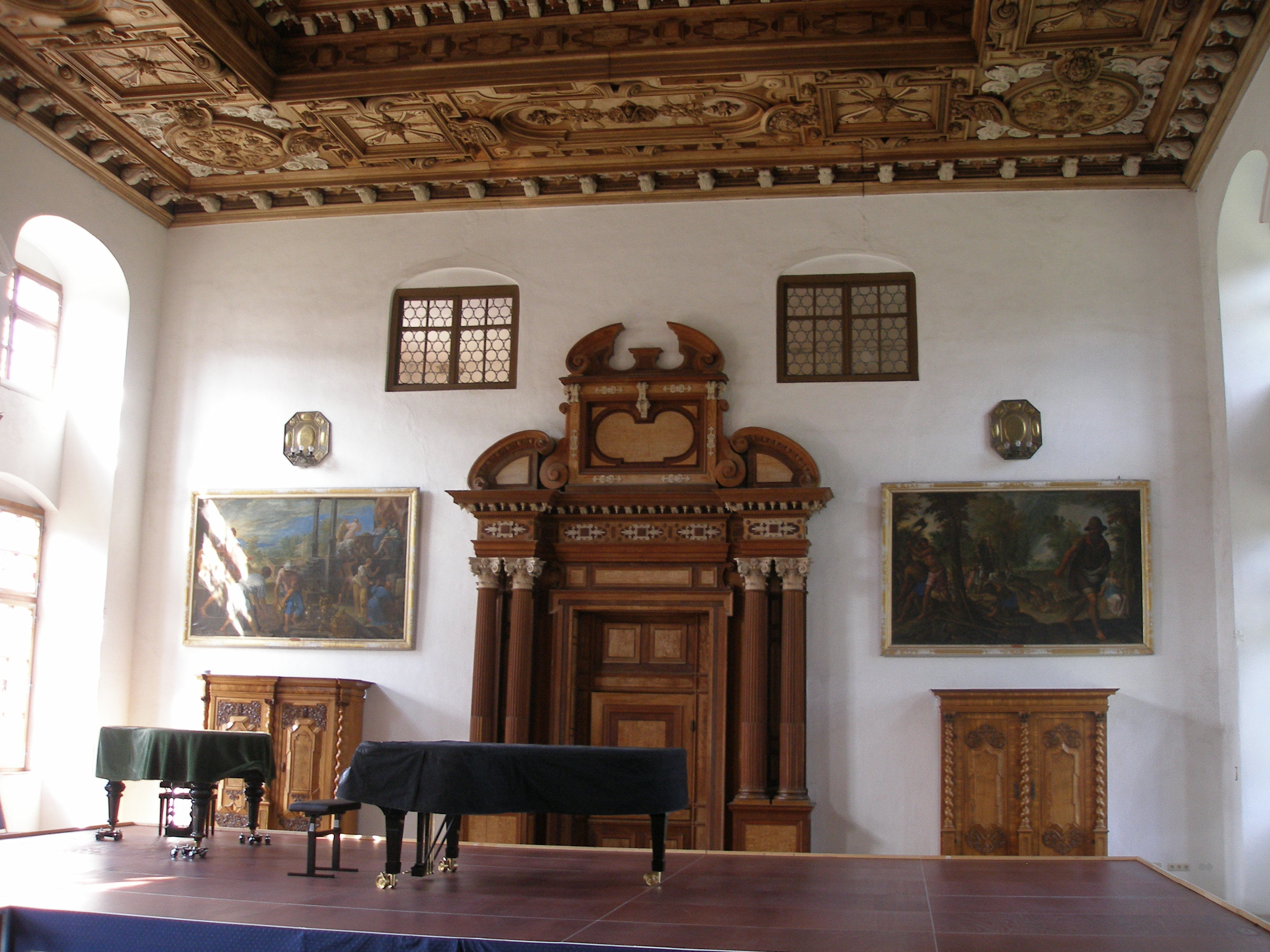
Portal im Zedernsaal

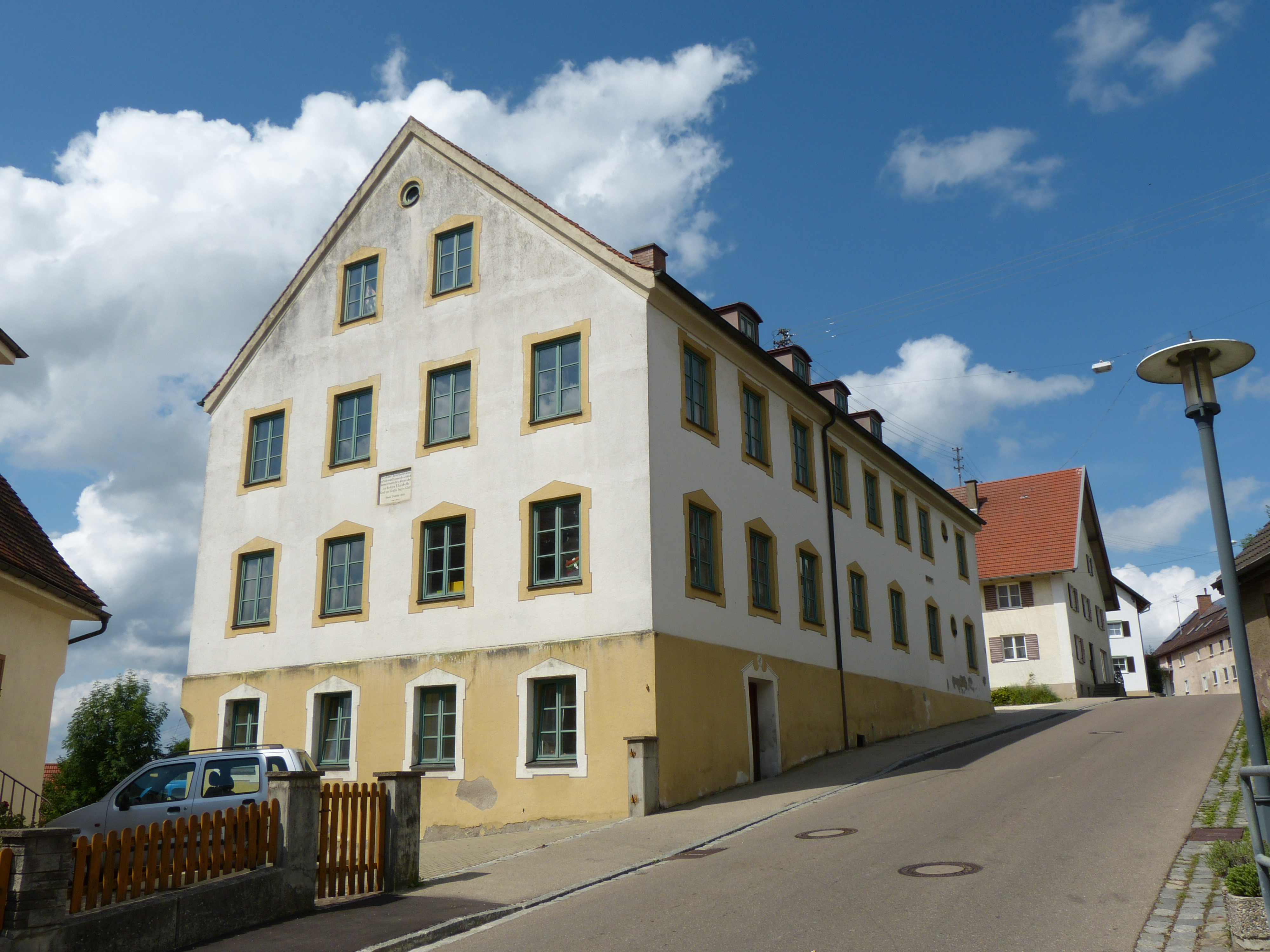
Schmiedberg 3

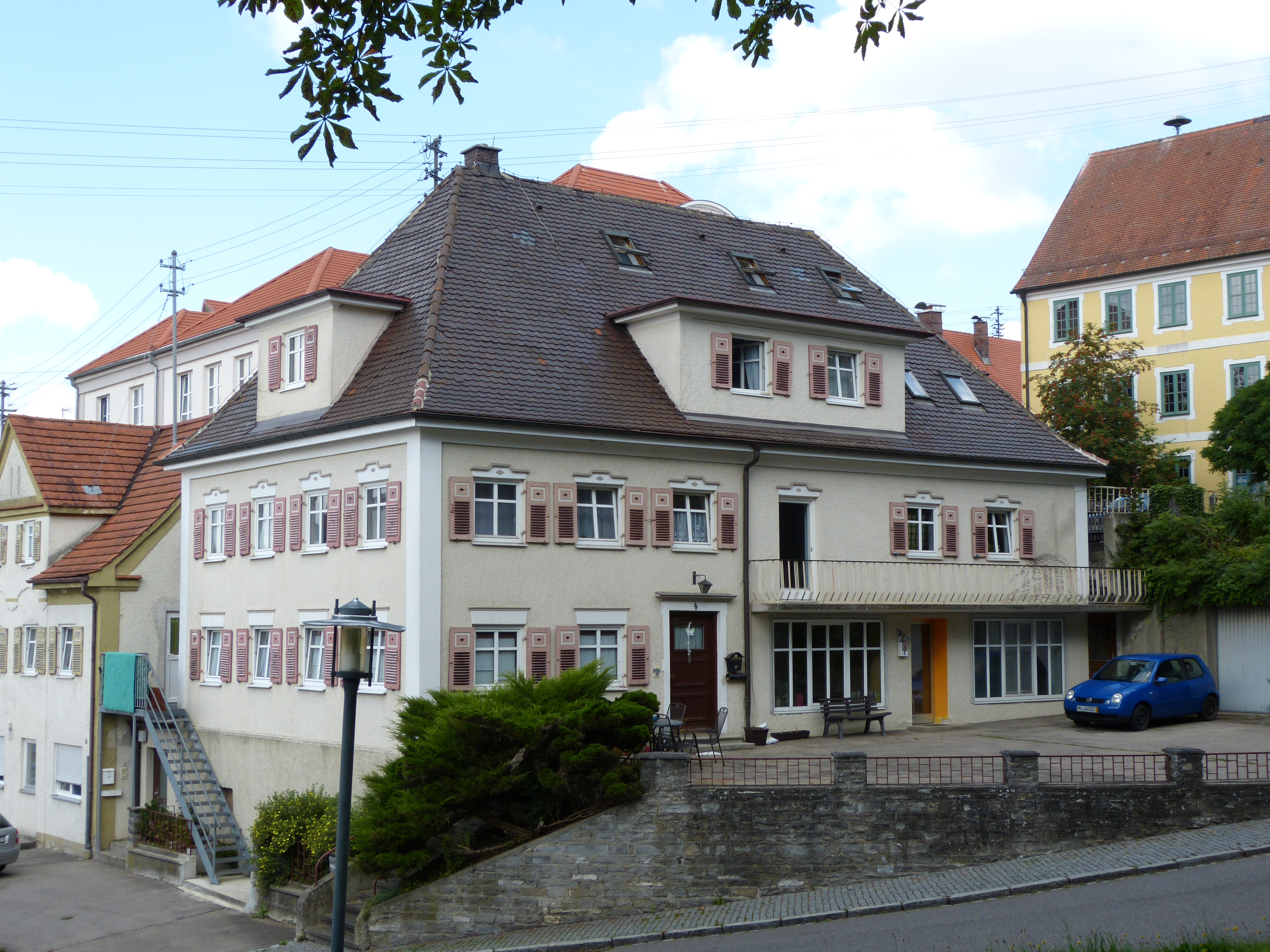
Bahnhofstraße 4

Besonders bekannt ist das Fuggerschloss, insbesondere wegen des weltberühmten Zedernsaals mit seiner durch Wendel Dietrich geschaffenen Kassettendecke, dem schönsten deutschen Schnitzwerk der Renaissance, das zudem eine unübertroffene Akustik aufweist. Das Zedernholz wurde eigens aus dem Libanon eingeführt und wird ergänzt durch über zehn weitere verschiedene Holzarten. Der Saal ist ausgestattet mit einem skulpturenbesetzten Kamin, kunstvollen Portalen, Gemälden und zwölf überlebensgroßen Skulpturen aus Terrakotta, geschaffen von Carlo Pallago und Hubert Gerhard. Der Saal wird durch die Toskanische Säulenhalle durch das Hauptportal betreten. Das Schloss ist Stammsitz der Linie der Fürsten Fugger von Glött. Vor dem Schloss befindet sich ein weitläufiger Park.
In der Schloss- und Pfarrkirche St. Peter und Paul befindet sich das Gemälde Maria Himmelfahrt von Peter Paul Rubens am südlichen Seitenaltar. Das Gemälde „Die heilige Familie“ stammt von Domenico Zampieri, genannt Domenichino. Alessandro Scalzi, genannt Paduano, der auch das Antiquarium der Münchner Residenz ausstattete, erschuf unter anderem das Hochaltargemälde mit den Apostelfürsten Petrus und Paulus vor der Muttergottes. Zudem befindet sich in der Kirche das Hochgrab des Hans Fugger von Hubert Gerhard und dem Hofbildhauer Erzherzog Ferdinands von Tirol, Alexander Colin, das als herausragendes Werk der Bildhauerei und als eine der schönsten Plastiken der Renaissance in Süddeutschland gilt. Auch die Gebeine des Heiligen Innocentius sind in der Kirche bestattet.
Sehenswert ist in Kirchheim zudem das Heimatmuseum mit seinen Sammlungen zu Vor- und Frühgeschichte, Kunst, Volkskunde, Ortsgeschichte und Handwerk. Das Museum ist untergebracht im historischen Rathausgebäude mit markantem barocken Schweifgiebel und Türmchen. Am Marktplatz befindet sich eine Statue des hl. Johannes Nepomuk von 1740. Weitere Sehenswürdigkeiten sind die Englisch Gruß Kapelle, die ehemalige Friedhofskapelle St. Leonhard mit Leonhardspark und das erhaltene Fachwerkhaus in der Haselbacherstraße.

### Theater
Es gibt einen örtlichen Theaterverein „Harmonie“.

### Kirchheimer Heimatlied
Mächtig ragt in Schwabens Gauen auf zur Höh', zum Himmelsblau,

Überm Tal, am Mindelstrande, eines Schlosses stolzer Bau.

Freundlich grüßen seine Zinnen in die Welt, das Tal entlang.

Kirchheim ist’s, die teure Heimat, ihr zum Preise schall der Sang.

Um des Fuggerschlosses Mauern schließt sich, wie ein Blumenstrauß,

Schmuck, behäbig anzuschauen, friedsam manches Bürgerhaus,

Weiße Giebel, blanke Fenster und manch Gärtlein lieblich, traut,

frohe Nester, frohe Menschen unser Blick in Kirchheim schaut.

Rings im Kreise in der Markung Wald und Wiesen und das Feld

Sind im Tal und auf den Hügeln überall auf’s best bestellt.

Grüne Saaten, volle Scheunen, sorgen, daß der Wohlstand blüht,

Auch das Handwerk gold’ne Früchte noch aus gold’nem Boden zieht!

Kirchheim, alte Schwabensiedlung, bleibe guter Sitten Hort,

Bleibe Wohnsitz bied’rer Menschen, treu in Taten und in Wort!

Bleibe Wohnsitz wackerer Frauen und von Männern schlicht und recht,

Und so blüh' im Schloß und Markte, Kirchheim, Du und Dein Geschlecht!

Heil Dir, Kirchheim, Heimatstätte, in dem teuren Schwabenland!

Heil! des Mindeltales Krone, Markt und Schloß am Hügelrand!

Ew’ge Treue ich Dir schwöre, immer bin und bleib’ ich Dein:

Allzeit mögst mit Gott im Bunde, Kirchheim, Du gesegnet sein!

Das Kirchheimer Heimatlied wurde verfasst von Domänenrat Carl Ibscher und Hauptlehrer Bernhard Mittermeier. Seine Uraufführung fand am 26. Dezember 1908 im Zedernsaal im Fuggerschloß Kirchheim statt. Es ist arrangiert zur Melodie der Bayernhymne.

## Wirtschaft und Infrastruktur

### Ansässige Unternehmen
- Die Firma Wanzl Metallwarenfabrik GmbH betreibt seit 1960 in Kirchheim ein Werk und ist größter Arbeitgeber des Marktes mit über 600 Beschäftigten. Die Produktionsstätte wurde in den letzten Jahren stark ausgebaut und ist zweitgrößter Standort des Unternehmens. Im Werk werden unter anderem Gepäcktransportwagen produziert, die der Weltmarktführer von hier aus an Flughäfen und Bahnhöfe in alle Welt versendet.
- Die Franz Wolf GmbH ist ein international tätiges Unternehmen zur Herstellung von technischen Präzisionsteilen im Spritzgussverfahren auf dem früheren Gelände der Sendeanlage.
- Die Max Holzheu Bauunternehmen GmbH und die Holzheu Holzbau GmbH sind ein großes, überregional tätiges Bauunternehmen.
- Die Fa. Schneider Kunststofftechnik GmbH ist spezialisiert auf Kunststoffverarbeitung im Bereich Spritzgießen und vertreibt ihre Produkte weltweit
- Mit dem Fürstlich Fugger v. Glött’schem Elektrizitätswerk hat Kirchheim ein eigenes Kraftwerk mit angeschlossenem Installationsbetrieb.

### Verkehrsanbindung
Kirchheim liegt an der Staatsstraße 2037 und an der Staatsstraße 2025 Thannhausen – Kirchheim – Türkheim.
Über die St 2037 und die B 16 besteht Anschluss an die Bundesautobahn A 96/E 54 Lindau – Memmingen – Landsberg am Lech – München bei Mindelheim, über die St 2025 an die Bundesautobahn A 8/E 52 Stuttgart – Ulm – Augsburg – München bei Jettingen-Scheppach und in Memmingen an die Bundesautobahn A 7. Ein Bahnanschluss besteht in Pfaffenhausen und Mindelheim. Der öffentliche Nahverkehr wird in Kirchheim und Umgebung vom Verkehrsverbund Mittelschwaben (VVM) abgewickelt.
Der internationale Verkehrsflughafen Memmingen (FMM) liegt 27 km entfernt, der Flugplatz Augsburg (AGB) 43 km.

### Bildung und Kinder
Kirchheim ist regionaler Schulversorger mit Grundschule, Mittelschule und Volkshochschule. Außerdem bestehen zwei Kindergärten in Kirchheim und Derndorf.

### Nahversorgung
Kirchheim verfügt über eine sehr gute Nahversorgung. So gibt es u. a. mehrere Lebensmittelhändler, Metzger und Bäckereien direkt im Ort.

### Sendeanlage
Von 1950 bis 1969 betrieb der Bayerische Rundfunk in Kirchheim in Schwaben einen Mittelwellensender, der nachts das Programm des Bayerischen Rundfunks auf der Mittelwellenfrequenz 1602 kHz mit 20 kW-Sendeleistung verbreitete.

### Bahnlinie
Von 1909 bis 1966 bestand eine direkte Bahnverbindung von Kirchheim nach Pfaffenhausen zum Anschluss an die Mittelschwabenbahn. Auf der Trasse der ehemaligen Bahnlinie verläuft die Staatsstraße 2037 von Pfaffenhausen nach Kirchheim.

## Persönlichkeiten

### Söhne und Töchter der Stadt
- Angelus Dreher (1741–1809), Komponist und Dominikaner
- Carl Ernst Fürst Fugger von Glött (1859–1940), Präsident der Reichsräte der Krone Bayerns, Kronoberstmarschall, Ehrenbürger
- Joseph-Ernst Fürst Fugger von Glött (1895–1981), Mitverschwörer am Attentat vom 20. Juli 1944 auf Hitler, Mitbegründer der CSU in Mindelheim, Abgeordneter im Bundestag und im bayerischen Landtag, Mitglied des Europarats, stellvertretender Vorsitzender der CSU-Landtagsfraktion, Kreisrat in Mindelheim, Vorsitzender des Schwäbischen Hochschulkuratoriums, Ehrenbürger
- Anna Gräfin Fugger von Glött (1893–1962), Künstlerin, Wohltäterin, zweite Bundesvorsitzende und Diözesanleiterin des Päpstlichen Missionswerkes Katholischer Frauen in Deutschland, Trägerin des Pro Ecclesia et Pontifice
- Hans Walther von Hürnheim (um 1500–1557), Ritter, Königlicher und Kaiserlicher Rat, Truchseß, Kämmerer, Obrister der Landsknechte, Oberster Forstmeister der Markgrafschaft Burgau, Herzoglich bayerischer Pfleger in Aichach; Grabdenkmal aus weißem Marmor von Annibale Caccavello in San Giovanni degli Spagnuoli in Neapel; Darstellung des auf einem Löwen stehenden Verstorbenen in voller Rüstung mit Feldherrnstab mit Inschriftkartusche
- Johannes Fugger (1591–1638), Kaufmann und Geheimer Rat der Stadt Augsburg
- Johann Eusebius Fugger (1617–1672), Graf von Kirchberg und Weissenhorn, sowie kaiserlicher Kammerherr und Präsident des Reichskammergerichts zu Speyer
- Karl Graf (1920–2007), ehemaliger Landrat des Landkreises Krumbach (Schwaben), Ehrenbürger von Hasberg
- Gred Ibscher (1906–1996), Altphilologin und Philosophiehistorikerin
- Johann Pankraz Kober (1796–1832), Malerhandwerker, arbeitete an der Ausstattung zahlreicher Kirchen in Mittelschwaben, darunter in Erpfting, in Hiltenfingen und Westerringen; Vater von Joseph Kober
- Joseph Kober (1823–1884), akademischer Kunstmaler, einer der bedeutendsten schwäbischen Kirchenmaler der Nazarener
- Johann Jakob Kollmann (1714–1778), Stadtphysikus in Deggendorf, Mitglied der Bayerischen Akademie der Wissenschaften
- Manfred Lochbrunner (* 1945), Theologe und Dogmatiker
- Aemilian Rosengart (1757–1810), Komponist und Benediktiner
- Johann Schuster (1912–1975), Politiker (WAV, DP)
- Marquard Schwegler (vor 1705–nach 1740), Bildschnitzer der Sakralkunst des 18. Jahrhunderts
- Gregor Thomas Ziegler (1770–1852), Bischof von Tyniec und Linz und Benediktiner, Hofprediger von St. Stefan in Wien, Erfinder der Hirtenbriefe und der Volksmissionen

### Weitere Personen und Ehrenbürger
- Altbürgermeister Hermann Fischer (1923–2016), 1972 bis 1990 Erster Bürgermeister, Ehrenbürger
- Moritz Hörberg (1912–1994), Geistlicher Rat und Pfarrer von Kirchheim, Ehrenbürger
- Ernst Striebel sen. (1934–2025), Geschichtsforscher und Buchautor, Ehrenbürger
- Rudolf Wanzl (1924–2011), Unternehmer und Gründer der Wanzl Metallwarenfabrik, Ehrenbürger
- Albert Graf Fugger von Glött[11] (1932–2020), Kommunalpolitiker, Ehrenbürger